# مختبر فضائي

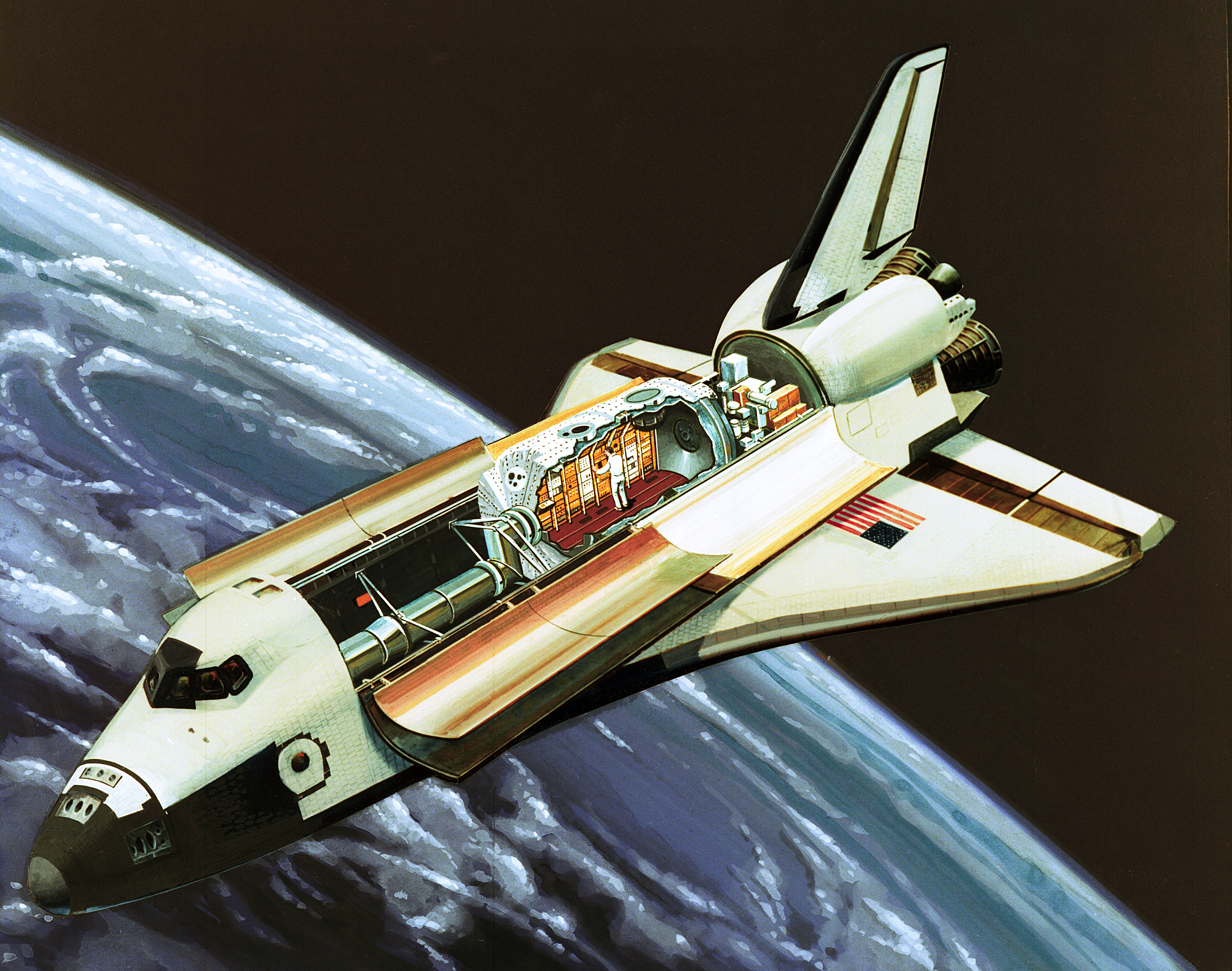
مختبر الفضاء خلال بعثة سنة 1981

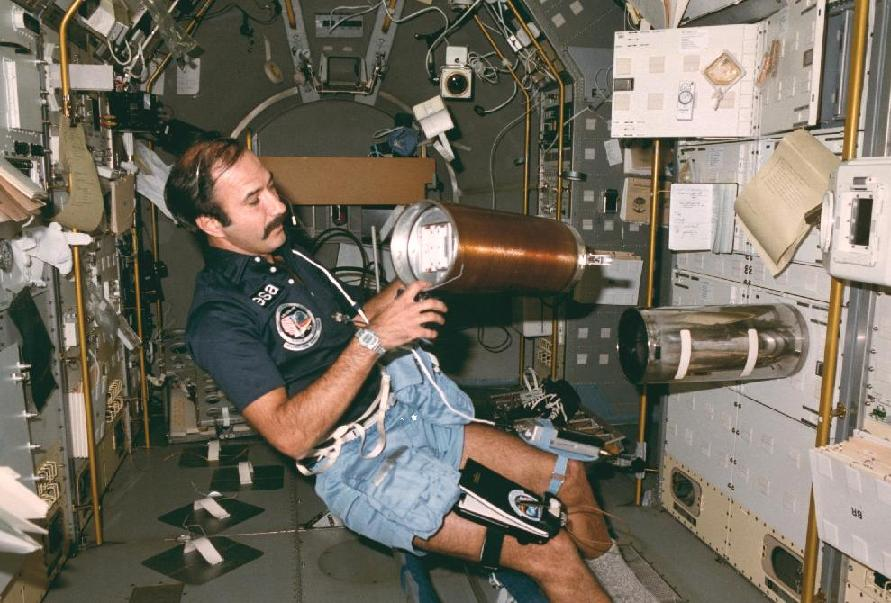
احد رواد الفضاء داخل المختبر سنة 1985

المختبر الفضائي هو مختبر قابل للاستخدام المتكرر طوّرته وكالة الفضاء الأوروبية، واستُعمل على متن رحلات فضائية معينة على متن المكوك الفضائي. يتألف المختبر من عدة مكونات، من بينها وحدة الضغط، والحاملة غير المضغوطة، ومعدات أخرى موجودة في مخزن الحمولة الخاص بالمكوك. تُرتّب المكونات بطرق مختلفة لتلبية الاحتياجات لكل رحلة فضائية.
حلّقت مكونات المختبر الفضائي بما يبلغ مجموعه نحو 32 مهمة مكوكية، اعتمادًا على طريقة جدولة المعدات والمهام. سمح المختبر الفضائي للعلماء بإجراء تجارب في ظل جاذبية صغرى في مدار حول الأرض. كان هناك العديد من المعدات المرتبطة بالمختبر الفضائي، لذلك كان بالإمكان التفريق بين مهام البرنامج الرئيسي لمختبر الفضاء الذي يجري فيه العلماء الأوروبيون المهام في وحدة المختبر الفضائي الصالحة للسكن، والمهمات التي تُجرى خلالها تجارب أخرى تعتمد على معدات مختبر الفضاء، ومهمات إس تي إس التي استخدمت بعض المكونات من معدات المختبر. هناك بعض الاختلاف في إحصاء مهام المختبر الفضائي، ويعود سبب هذا جزئيًا إلى وجود أنواع مختلفة من هذه المهام، بالإضافة إلى المجال الواسع من كمية معدات المختبر الفضائي المحلّقة، وطبيعة كل مهمة. كان هناك على الأقل 22 مهمة رئيسية للمختبر الفضائي بين عامي 1983 و1998، واستُخدمت معدات المختبر الفضائي في عدد من المهمات الأخرى، وحلّق بعضٌ من المنصات المتنقلة للمختبر في نهاية عام 2008.

## خلفية ونبذة تاريخية
في أغسطس عام 1973، وقّعت كل من ناسا ومنظمة أبحاث الفضاء الأوروبية (وكالة الفضاء الأوروبية حاليًا، أو إيسا) مذكرة تفاهم (إم أو يو) لبناء مختبر علمي لاستخدامه في رحلات المكوك الفضائي. بدأت إيرنو (التابعة لـ«في إف دبليو-فوكر جي إم بي إتش» بعد أن اتحدت مع «إم بي بي»، وسُمّيت إم بي بي/إيرنو، واتحدت عام 2003 تحت اسم «إي إيه دي إس للنقل الفضائي») ببناء المختبر في عام 1974. جرى التبرع بالوحدة الأولى للمختبر، إل إم 1، لصالح ناسا مقابل إتاحة الفرص لرواد فضاء أوروبيين بالطيران. اشترت ناسا الوحدة الثانية للمختبر، إل إم 2، من إيرنو، وهي لاستخدامها الخاص. بدأت الشركة التي كان اسمها في ذلك الوقت شركة «إيرنو- في إف دبليو-فوكر» بناء وحدات مختبر الفضاء في عام 1974.
المختبر الفضائي مهم لنا جميعًا لأربعة أسباب على الأقل. أولها زيادة قدرة المكوك على إجراء التجارب العلمية في المدار عدة مرات. لقد وفّر فرصة ونموذجًا مدهشَين لمغامرة دولية مشتركة كبيرة تضم الحكومة والصناعة والعلوم بالاشتراك مع حلفائنا الأوروبيين. حقق الجهد الأوروبي عالمًا حرًا ذا نظام مختبر متعدد الاستعمالات قبل سنوات عديدة من الوقت الذي كان من الممكن أن يتطلبه الأمر من الولايات المتحدة لتستطيع تمويله بنفسها. وأخيرًا، زوّد أوروبا بتجربة تطوير الأنظمة وإدارتها التي كانت مطلوبة للانتقال بها إلى ميدان الرحلات الفضائية المأهولة الاستثنائية.
- مدير ناسا، المختبر الفضائي: قصة نجاح دولية
نقلت ناسا تركيزها في بدايات سبعينيات القرن العشرين من المهمات القمرية إلى المكوك الفضائي، بالإضافة إلى أبحاث الفضاء. نقل مدير ناسا التركيز في ذلك الوقت من محطة فضاء جديدة إلى مختبر الفضاء الخاص بمكوك الفضاء المُخطط له. سمح هذا لتقنيات محطات الفضاء المستقبلية أن تُوضع تحت البحث، واستُخدمت إمكانيات مكوك الفضاء لهذا البحث.
بنت منظمة أبحاث الفضاء الأوروبية المختبر الفضائي، وهي اتحاد لعشر دول أوروبية:
- النمسا
- بلجيكا
- الدنمارك
- فرنسا
- ألمانيا الغربية
- إيطاليا
- هولندا
- إسبانيا
- سويسرا
- المملكة المتحدة